# 프란츠 보아스

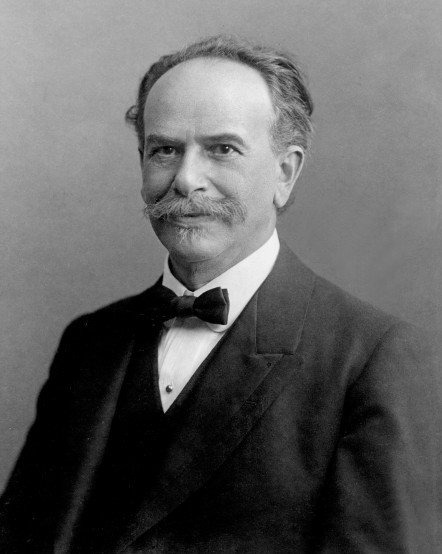

서명

프란츠 우리 보아스(독일어: Franz Uri Boas, 독일어 발음: [ˈboːas], 영어 발음: /ˈboʊæz/, 1858년 7월 9일 ~ 1942년 12월 21일)는 미국의 문화인류학자이다. 현대 인류학의 선구자이며 "미국 인류학의 아버지", "현대 인류학의 아버지"로도 불린다. 그는 문화진화주의를 거부하고 문화상대주의의 시작을 이끌었다.

## 같이 보기
- 인류학